# Kosin (Kosovo)
Pour les articles homonymes, voir Kosin.
Kosinë en albanais et Kosin en serbe latin (en serbe cyrillique : Косин) est une localité du Kosovo située dans la commune/municipalité de Ferizaj/Uroševac, district de Ferizaj/Uroševac (Kosovo) ou district de Kosovo (Serbie). Selon le recensement kosovar de 2011, elle compte 1 082 habitants, dont une majorité d'Albanais.

## Démographie

### Évolution historique de la population dans la localité
| 1948 | 1953 | 1961 | 1971 | 1981 | 1991 | 2011  |
| ---- | ---- | ---- | ---- | ---- | ---- | ----- |
| 452  | 529  | 536  | 605  | 731  | 882  | 1 082 |

|  |